# Мерис (правитель паталиев)
Мерис (иначе — Соерис) — индийский царь паталиев, правивший в IV веке до н. э.

## Биография
Мерис был правителем обитавших на землях у нижнего течения Инда паталиев. По словам Арриана, основывавшего свои выводы, видимо, и на сведениях Онесикрита, река в этом месте образует «дельту не меньшую, чем египетская». Описание местности содержится и в «Географии» Страбона со ссылками на свидетельства Аристобула и Неарха.
Во время Индийского похода летом 325 года до н. э. Александр Македонский достиг владений паталиев. Сам Мерис, согласно Курцию Руфу, бежал в горы, которые П. Эггермонт однозначно отнёс к хребту Киртхара. Македонские воины же опустошили окрестные земли и захватили большие запасы провианта. Арриан, не называя имени царя Паталы, несколько иначе излагает события. По его словам, местный правитель вначале «отдал во власть Александра всю свою землю, поручая ему и себя и все своё», однако затем «бежал, уведя с собой большинство народа и оставив страну в запустении». Македонские глашатаи смогли нагнать некоторых беглецов и уговорить многих вернуться обратно. По приказанию Александра в Паталах были построены крепость и гавань с верфью. Диодор Сицилийский же отмечал, что в Патале государственное устройство было сходным со спартанским, так как наследственные цари из двух родов ведали военными делами, а верховная власть принадлежала «геронтам». П. Эггермонт сделал вывод, что в таком случае Мерис управлял землями, лежащими на западном берегу реки, а присягу Александру приносил правитель восточного.
Также П. Эггермонт отметил сходство имени Мериса с Маурьями. По его мнению, Мерис мог быть самим Чандрагуптой, видевшим, согласно рассказу Плутарха, в молодости Александра, или его родственником.